# في معركة مشبوهة (رواية)
في معركة مشبوهة (بالإنجليزية: In Dubious Battle) هي رواية لجون ستاينبيك، كتبت عام 1936. الشخصية الرئيسية في القصة هو ناشط يحاول تنظيم العمال المتعرضين للإيذاء من أجل الحصول على أجور وظروف عمل عادلة.

قبل النشر، كتب ستاينبيك في رسالة:
هذه هي المرة الأولى التي أشعر فيها أنني أستطيع أن أستغرق وقتًا في الكتابة وأيضًا أنه كان لدي أي شيء لأقوله لأي شيء باستثناء كتاب النصوص المكتوبة بخط اليد الخاص بي. تتذكرون أنه كان لدي فكرة أنني كنت سأكتب السيرة الذاتية لشيوعيّ ... هناك تكمن المشاكل. كنت قد خططت لكتابة تقرير صحفي عن إضراب. ولكن بينما فكرت في الأمر كخيال، بدأ يصبح أكبر فأكبر. لا يمكن أن يكون ذلك. لقد كنت أعيش مع هذا الشيء لبعض الوقت الآن. لا أدري كم تجاوزت الأمر، لكنني استخدمت ضربة صغيرة في وادي بستان للفاكهة كرمز لحرب الإنسان الأبدية المريرة مع نفسه.

## شرح عنوان الرواية
العنوان هو إشارة إلى فقرة من قصيدة الفردوس المفقود لـ جون ميلتون:
قوة لا حصر لها من الأرواح المسلحة،
تجرأت أن تكره حكمه، وتفضلني،
قواه القصوى ضد القوة المعاكسة
في معركة مشبوهة على سهول السماء
هزوا عرشه. ماذا لو خسرنا؟
لم نفقد كل شيء –إرادتنا الحرة،
تدبر انتقامنا، كراهيتنا الخالدة،
وشجاعتنا بألا نخضع أو نرضخ:
وما غير هذا الذي لا ينبغي لنا أن نتغلب عليه؟

## تحليل الشخصيات
يُقدِّم ستاينبيك في «في معركةٍ مشبوهة» لوحةً بشريةً معقَّدة تتقاطع فيها دوافعُ فرديةٌ مع أسئلةٍ جماعيةٍ حول الغاية الأخلاقية من النضال؛ ويلاحظ وورن فرِنش أنّ ستاينبيك يصعّد التوتر النفسي بين ماك وجيم بحيث يغدو كلٌّ منهما مرآةً للآخر. ويتمركزُ في مركزها ثنائيُّ ماك «دوك» ماكلويد وجيم نولان، اللذان يجسِّدان جدلية المُنظِّر المجرِّب والفدائيّ المتعلِّم. فـماك، بخبرته البراغماتية، يبدو قائدًا يبرِّرُ التضحيةَ بالآخرين باسم «المصلحة التاريخية»، لكن ستاينبيك يكشف هشاشةً إنسانيةً خلف قناعه حين ينصت لآلام دان أو يرقّ لجثة جوي قبل أن يحوِّلها إلى شعار. أمّا جيم، فيبدأ شابًّا مجهول الجذور وقد فقد أسرته ودخل السجن، ثم يتماهى شيئًا فشيئًا مع الذهنية الجماعية حتى يصبح، في لحظة استشهاده، صدىً صافيًا لصوت الحزب؛ وهو ما يدفع برايان ويلسون إلى اعتباره «مختبرًا حيًّا لتحوّل الفرد إلى أيقونة ثورية». على هامش هذا المحور يبرز دوك بورتون بوصفه «الطبيب الشاهد»: رجلٌ علميٌّ يصرّ على البقاء خارج الانتماء الحزبي، مستعيرًا لغة الوباء لشرح الحمى الجماعية. ويرى جون تِمَّرمان أنّ دوك يُجسِّد «سخرية الطبيب من وهم العلاج السريع للظلم». في المقابل، يُجسِّدُ لندنُ الزعيمَ العفويّ الذي تمنحه سنوات العمل واستقامته الطبيعية شرعيةً سرعان ما يستثمرها المنظِّمون؛ قوته العضلية تحمي الإضراب لكنها تُعرّيه من الحيلة الفكرية، فيصير، كما يرى هاورد ليفانت، «حدبة ظهر الثورة التي تحمل أعباءها ولا تفهم خرائطها». شخصية جوي مختلفة؛ فهو جندي سابق بُترت ساقه، يمزج السخرية باليأس، ويرمز إلى مخلفات الحرب التي تستدعي حربًا جديدة على جبهة العمل، ويتحول موته العرضي إلى وقود تعبويّ حين يصرّ ماك على جنازة مسرحيّة. إصابة دان المُسنّ تكشف هشاشة أجساد العمّال واستغلالهم، بينما يُظهر داكين أنّ القوة البدنية بلا وعي سياسي تظلّ عُرضةً للتفكك. كما تكشف الشخوص—مثل سام الذي يختبر العنف، وآل أندرسون المزارع المتأرجح—ثنائية التضامن والتصدُّع داخل الريف. ويخلُص سوزان شيلينغلو إلى أنّ جاذبية هذه الشخصيات تكمن في قابليتها الدائمة لإعادة القراءة، لأنّ «ستاينبيك يزرع في كلٍّ منها بذرةً تُرغِم القارئ على محاكمة نفسه». وترى كلوديا جونسون أنّ غياب الأصوات النسائية يكشف عنفًا رمزيًّا مستترًا في الرواية.

## ملخص الحبكة
تتعامل رواية في معركة مشبوهة مع إضراب عمال الفاكهة في وادي كاليفورنيا ومحاولات النقابات العمالية لتنظيم وقيادة وتزويد القاطفين المُضربين.
يلتقي جيم نولان مع هاري نيلسون الذي يبدأ عملية تقديم الطلب لـ «جيم» كي يصبح أحدث عضو في الحزب. يخبر منظم الحزب، ماك «دوك» ماكلويد، جيم أنهم سيتوجهون إلى وادي تورغاس (موقع مُجمّع) في محاولة لإثارة قاطفي الفواكه البالغ عددهم 2000 عامل ضد جمعية المزارعين، ولتشجيع الإضراب على الامتداد إلى حقول القطن الحقول في تانديل.
يتصاعد زخم الإضراب بعد أن يكسر دان المُسن درجتين من السلم ويسقط. يصبح لندن رئيسًا للجنة مكونة من سبعة رجال، بينما يقنع ماك والد ألفريد أندرسون، آل، بإعارة خمسة أفدنة كقاعدة لقاطفي الفاكهة مقابل قطفهم محصوله مجانًا. تم تعيين دوك بورتون بواسطة ماك للحفاظ على المرافق الصحية لمخيم المضربين، وذلك لمنع حلّه من قبل الصليب الأحمر.
يُسرد مسار الإضراب بشيء من التفصيل، بما في ذلك سياسات المزارعين المحليين، والدعم المقدم من طرف آل من خلال مطعم الغداء السريع الصغير، و «الحديث اللطيف» لبعض السكان المحليين من أجل حشد الطعام وغيره من المساعدات للقاطفين، والأزمات الشخصية والمآسي في الحالات الفردية. يبرز ماك كشخصية بطولية ولكن ذو تفكير منفرد؛ كما تُعرض شكوك جيم في بعض الأحيان.
ينضم جيم إلى سام في اعتصام بينما هما يلاحقان بعض «العمال المتمردين» في بستان التفاح. أوتاد سام تجرحهم بعنف. في أعقاب ذلك، أصيب جيم برصاصة قوية، لكنه تمكن من العودة إلى المخيم سالماً نسبيًا. بينما كان في الطريق، تعرض داكين، زعيم القاطفين، لكمين من قبل مجموعة حراس تحت تهديد السلاح. فشل هذا بسبب وصول رجال شرطة المرور الذين هدأ داكين بوجودهم. بينما يعلم جيم بمكان داكين، يخبره ماك أنه لا يمكنهم تأجيل جنازة جوي، لأن موته -أو الطريقة المأساوية له -أصبح الآن الدافع القوي لمساندة الاضطراب. مع انتهاء الكتاب، يستمر ماك في إثارة وتحفيز المُحتجين، على الرغم من الصعاب التي تبدو أنها ميئوس منها.

## الأهمية النقدية
عند نشر الرواية، وصفها فريد ت. مارش في *نيويورك تايمز* بأنها "شجاعة وصادقة"، و"أفضل رواية إضرابات نُشرت في ظل الأزمة الاقتصادية". أعاد "كارلوس بيكر" تقييمها سنة 1943 واعتبرها دراسة بيو-سياسية للجماعات لا الأفراد، مشيرًا إلى اهتمام ستاينبيك بما يسميه علماء الأحياء "البيئة الحيوية" (bionomics). أما الناقد "ألفريد كازين" فقد وصفها في 1958، مع عناقيد الغضب، بأنها "أقوى أعمال ستاينبيك". كما صرّح باراك أوباما أنها روايته المفضلة لستاينبيك. تُستند الرواية على إضراب فعلي وقع في مقاطعة "تولاري"، كاليفورنيا سنة 1933.

## الترجمة والاقتباس
أُنتج فيلم مقتبس عن الرواية من إخراج وبطولة "جيمس فرانكو" سنة 2017، وشارك فيه كل من نات وولف، سيلينا غوميز، إد هاريس، وبراين كرانستون.